# Spilosoma unipuncta
Spilosoma unipuncta är en fjärilsart som beskrevs av Embrik Strand 1903. Spilosoma unipuncta ingår i släktet Spilosoma och familjen björnspinnare. Inga underarter finns listade i Catalogue of Life.